# Tashkent Open 2017
Tashkent Open 2017 - тенісний турнір, що проходив на відкритих кортах з твердим покриттям. Це був 19-й за ліком Tashkent Open. Належав до категорії International у рамках Туру WTA 2017. Відбувся в Olympic Tennis School у Ташкенті (Узбекистан). Тривав з 25 до 30 вересня 2017 року.

## Очки і призові

### Нарахування очок
| Дисципліна       | П   | Ф   | ПФ  | ЧФ | 1/8 | 1/16 | Q   | Q2  | Q1  |
| Одиночний розряд | 280 | 180 | 110 | 60 | 30  | 1    | 18  | 12  | 1   |
| Парний розряд    | 280 | 180 | 110 | 60 | 1   | Н/Д  | Н/Д | Н/Д | Н/Д |

### Призові гроші
| Дисципліна       | П       | Ф       | ПФ      | ЧФ     | 1/8    | 1/161  | Q2     | Q1   |
| Одиночний розряд | $43,000 | $21,400 | $11,500 | $6,200 | $3,420 | $2,220 | $1,285 | $750 |
| Парний розряд *  | $12,300 | $6,400  | $3,435  | $1,820 | $960   | Н/Д    | Н/Д    | Н/Д  |

1 Кваліфаєри отримують і призові гроші 1/16 фіналу

* на пару

## Учасниці основної сітки в одиночному розряді

### Сіяні
| Країна    | Гравчиня              | Рейтинг1 | Сіяна |
| --------- | --------------------- | -------- | ----- |
| Чехія     | Крістина Плішкова     | 42       | 1     |
| Угорщина  | Тімеа Бабош           | 53       | 2     |
| Німеччина | Татьяна Марія         | 54       | 3     |
| Румунія   | Ірина-Камелія Бегу    | 55       | 4     |
| Чехія     | Маркета Вондроушова   | 64       | 5     |
| Сербія    | Александра Крунич     | 65       | 6     |
| Японія    | Нао Хібіно            | 72       | 7     |
| Росія     | Катерина Александрова | 75       | 8     |

- 1 Рейтинг подано станом на 18 вересня 2017

### Інші учасниці
Нижче наведено учасниць, які отримали вайлдкард на участь в основній сітці:
- Нігіна Абдураїмова
- Акгуль Аманмурадова
- Сабіна Шаріпова

Учасниці, що потрапили в основну сітку завдяки захищеному рейтингові:
- Віталія Дяченко
- Еґуті Міса
- Стефані Фегеле

Нижче наведено гравчинь, які пробились в основну сітку через стадію кваліфікації:
- Лізетт Кабрера
- Яна Фетт
- Ірина Хромачова
- Віра Звонарьова

### Знялись з турніру
До початку турніру
- Джулія Босеруп → її замінила  Катерина Козлова
- Кірстен Фліпкенс → її замінила  Стефані Фегеле

### Завершили кар'єру
- Віра Звонарьова

## Учасниці основної сітки в парному розряді

### Сіяні
| Країна   | Гравчиня            | Країна    | Гравчиня           | Рейтинг1 | Сіяна |
| -------- | ------------------- | --------- | ------------------ | -------- | ----- |
| Угорщина | Тімеа Бабош         | Чехія     | Андреа Главачкова  | 24       | 1     |
| Японія   | Нао Хібіно          | Грузія    | Оксана Калашникова | 125      | 2     |
| Україна  | Катерина Бондаренко | Сербія    | Александра Крунич  | 146      | 3     |
| Росія    | Ірина Хромачова     | Туреччина | Іпек Сойлу         | 170      | 4     |

- 1 Рейтинг подано станом на 18 вересня 2017

### Інші учасниці
Нижче наведено пари, які отримали вайлдкард на участь в основній сітці:
- Олеся Кім /  Севіл Юлдашева
- Крістина Плішкова /  Ірода Туляганова

### Знялись з турніру
Під час турніру
- Євгенія Родіна

## Переможниці

### Одиночний розряд
- Катерина Бондаренко —  Тімеа Бабош, 6–4, 6–4

### Парний розряд
- Тімеа Бабош /  Андреа Главачкова —  Нао Хібіно /  Оксана Калашникова, 7–5, 6–4